# Lejonpart
Lejonparten är en metafor som innebär den största delen, en (orättvist) stor andel av något. Uttrycket kommer från Aisopos fabel om lejonet som efter jakt skulle fördela bytet men som med olika förevändningar tog nästan allt själv.